# Ryticaryum rotundatum
Ryticaryum rotundatum är en tvåhjärtbladig växtart som beskrevs av Schellenb.. Ryticaryum rotundatum ingår i släktet Ryticaryum och familjen Icacinaceae. Inga underarter finns listade i Catalogue of Life.